# 神話物語群
神話物語群（しんわものがたりぐん、愛: na Scéalta Miotaseolaíochta、神話サイクル、神話説話群などとも）は、ケルト神話の1つ、アイルランド神話の4つのサイクルのうちの1つであり、キリスト教伝来以前のアイルランドの異教の神話を描写しているためにそう呼ばれる。
このサイクルは、吟遊詩人の語り伝えた多くの物語や詩から成るが、そのほとんどが中世の写本や、擬歴史的な同時代史『アイルランド来寇の書』や『アイルランド王国年代記』、ジェフリー・キーティングの『アイルランド史』から見出されたものである。こうした物語や詩は、早くは西暦700年から、遅くは950年にその原型がある。

## 来寇の伝承
神話物語群は、ゲール語を話すゲール人とされるミレー族の来寇と、それ以前の数回にわたる来寇を通じて、キリスト教伝来以前の初期の住民たちの歴史を追う。こうした来寇者たちには、おそらく純粋な歴史上の移民も含まれる。トゥアハー・デ・ダナン族のような魔法の力を持ったその他の来寇者は、元は神話上の神々であったことは疑いないが、格下げされ、単なる来寇者とされたものである。この伝承の初期のテキストは『アイルランド来寇の書』である。こうした伝承の中には、たとえば、2編の『マグ・トゥレドの戦い』などのサーガや、近代になって編集された『アイルランド王国年代記』、『アイルランド史』なども含まれる。

### 洪水以前
多くの伝承が最も初期のアイルランドの住人たちについて伝えている。その中で最もよく知られた伝承はケスィル率いるヴァン族に関するもので、『アイルランド来寇の書』や、他の初期のテキストによって記録されている。ケスィルはノアの孫娘であったと言われているが、箱船に彼女のための部屋がなかったため、彼女と、彼女に従う50人の女と3人の男は、大洪水が起こり、全ての地を浚ったとき、鮭に姿を変えたフィンタンの上に乗って難を逃れた。フィンタンはその後の歴史の中を生き続け、幾度も姿を変えて、彼が救った人々の話を語り伝えた。
キーティングは、17世紀に著した『アイルランド史』の中で、現在では原典が失われたケスィルに関するもの以外の伝承をいくつか書き記している。『Saltair of Cashel』に記された詩は、聖書のカインの3人の娘が、アイルランドを見た最初の人間だと言っている。二つ目の伝承、『Book of Druinm Snechta』に記されたケスィル伝説の変異形では、アイルランドの最初の住民は、バンバと呼ばれる女性に率いられていたという。バンバの名はこの島の名となったと伝承は伝える。彼女は150人の女と3人の男とともにやってきて、40年間暮らしたが、大洪水の200年前に伝染病によって滅亡したという。キーティングが記録した別の伝承は、原典が示されていないが、アイルランドは、嵐によって流れ着いたイベリアの3人の漁師によって発見されたという。彼等はイベリアから妻たちを連れてきてアイルランドに植民したが、それはちょうど大洪水の一年前のことであり、洪水によってみな溺れてしまった。

### 洪水以後
『アイルランド来寇の書』の伝承は、大洪水の後、アイルランドは300年の間無人の地であったという。が、キーティングは二つの互いに矛盾する伝承を記している。『Saltair of Cashel』の中のある詩は、ニネヴェのニヌスの血縁者であり、ビト(Bith)の息子Adnaと呼ばれる若い男が、大洪水の140年後にアイルランドを訪れたが、何もなかったので、彼は、単にひと握りの草を引き抜いて持ち帰り、隣人に見せただけであった。キーティングが伝える別の伝承には、キッホル に率いられたフォモールと呼ばれる半神人たちについて記されている。彼等は大洪水の100年後にアイルランドに植民し、200年間住んだという。この伝承によれば、フォモールたちはイーハ平原の戦い（Battle of Mag Itha）において、パルホーロン率いる一族（パルホーロン族）によって打ち倒されたとされる。またフォモールたちは、「魚と鳥」の上に住んでいたという。一方、パルホーロン族は、『アイルランド来寇の書』によれば、最初に家畜と家屋とアイルランドに持ち込んだと言われている。

### パルホーロン族
『アイルランド来寇の書』によれば、パルホーロン率いる一族は、大洪水の300年後、または312年後にアイルランドに植民した。ノアの息子ヤペテの、さらに息子マゴグの子孫であるとも言われるパルホーロンと彼の一族は、ギリシアから、シチリア、イベリアを経てやってきたとされる。彼等はImber Scene（現在のケリー県ケンマレ）に上陸した。彼の4頭の雄牛は、アイルランドの最初の家畜である。彼の一族の、Breaは、アイルランドに家屋を建てた最初の人間であり、Samailiathは、エールを醸造した最初の人間であるといわれている。彼等が上陸したとき、アイルランドにはたった一つの平原「センマグ（古い平原）」だけが存在したという。現在のTallant近郊である。パルホーロンが生きている間に、4つの新しい平原の存在が明らかになり、7つの湖が大地から出現した。が、彼と彼の一族である5000人の男と4000人の女は、伝染病で一週間のうちに全滅した。たった一人生き残ったトゥアン は、フィンタンと同じように、何度も姿を変えて生き残り、彼の一族の物語を聖フィネンに伝えた。

### ネヴェズ族
30年後、ネウェズ率いる別の一族がやってきた。『アイルランド来寇の書』は、スキュティアから来たギリシア人たちであると記している。彼等は44隻の船で航海していたが、アイルランドに到達したのは、たった1隻であったという。ネヴェズの時代に、大地からさらに4つの湖が現れ、12の平原が開拓された。ネヴェズはまた、フォモールたちと3回戦った。ネヴェズは突然の病で斃れた後、彼の子孫たちはフォモールを率いるモルク（Morc）とコナンによって支配され、子供たちの3分の2と、小麦と牛乳を貢ぎ物として差し出すよう命じられた。ネヴェズの息子、フェルグス（Fergus Lethderg）と孫たち、セームル（Semul）とエルガン（Elgan）は反乱軍を率いてドニゴール県の海岸の沖のトリー島のコナンの塔に攻め込み、コナンを殺した。しかしモルクは反撃に出た。ところがそのとき、突然海がせり上がり、フォモールもネヴェズ族も、全ては溺れ死んでしまう。だが30人の戦士を乗せた船だけが生き残り、彼等はアイルランド島を離れて世界中に散らばった。その中の一人、フェルグスの息子、Brian Maelはブリトン人の祖先となった。またSemeonはギリシアへ行き、フィル・ヴォルグ族の祖先となった。Bethachは北の島々へ行き、トゥアハー・デ・ダナン族の祖先となった。

### フィル・ヴォルグ族
次の来寇者は、フィル・ヴォルグである。彼はアイルランドに初めて王権を確立し、また法制度を整えた。フィル・ヴォルグを始祖とする王たちの一人、Rinnalは、鉄製の鏃を使った初めての人間と言われている。T. F. O’Rahillyによる物議を醸す説によれば、この一族は歴史上実際に存在した人々であって、Builg族またはベルガエ族、さらにはIverni族とも関連づけられるという。

### トゥアハ・デ・ダナーン族
フィル・ヴォルグ族はトゥアハ・デ・ダナーン族、即ち、「ダーナ女神の一族」によってアイルランドから追い出された。トゥアハ・デ・ダナーン族は、ネヴェズの子孫であり、北の暗い雲がたちこめる地からやってきた。彼等は絶対に引き返さないようにするため、到着した海岸で船を燃やした。彼等はマグ・トゥレド（Magh Tuiredh）の最初の戦いで、フィル・ヴォルグ族の王エオヒドを倒したが、彼等の王ヌアザは、戦いの中で腕を失ってしまった。不完全な肉体となってしまった彼は王の資格を失い、フォモールとの混血であるブレスが、彼の後を継いで、王となった。彼は、アイルランドの最初の大王となった。
ブレスは暴君となり、トゥアハ・デ・ダナーン族をフォモールの圧制下に置いた。たまりかねて、ヌアザは銀の義手を装着することで王となる権利を回復、トゥアハ・デ・ダナーン族を率いてフォモールと戦った。二度目のモイトゥラの戦いである。ヌアザはフォモールの王バロールによって斃されたが、バロールは予言されたとおり、ヌアザの孫であるルーによって斃された。ルーはトゥアハ・デ・ダナーン族の次の王になった。
トゥアハ・デ・ダナーン族は戦車（チャリオット）とドルイド制度をアイルランドにもたらしたと言われている。

### ミレー族
後に、トゥアハ・デ・ダナーン族自身も、ミレー族によって追い出された。ミレー族は、古代の世界を旅し、後にイベリアに植民したミレの子孫である。ミレ自身はアイルランドを見る前に死んだが、彼のおじイト（Ith）はある塔からアイルランドを見張り、先行隊を率いて偵察のためにアイルランドへやってきた。トゥアハ・デ・ダナーン族の3人の王、マク・クル、マク・ケーフト、マク・グレーネがイトを殺した。彼の遺体がイベリアへ帰ってきた後、ミレの8人の息子は全軍を挙げて侵略を開始した。
ケリー県のスリーブ・ミッシュの戦いでトゥアハ・デ・ダナーン族に勝利した後、ミレー族は3人の王の王妃たち、エリウ、バンバ 、フォドラに出会う。彼女らはそれぞれ、アイルランド島の現在と過去の名の由来となっている。エリウは、現在のアイルランド島の名 "Eire" の由来となった。バンバとフォドラは現代でも詩の中で用いられるアイルランドの伝統的な名の由来である。
マク・クル、マク・ケーフト、マク・グレーネの3人の王は、3日間の休戦を申し入れた。彼等はこの休戦の間、ミレー族は海岸から9つの波の距離だけ離れた位置に停泊していなければならないとした。ミレー族はこれを受け入れた。しかしトゥアハ・デ・ダナーンのドルイドたちは、魔法を使って嵐を起こし、ミレー族を蹴散らそうとした。しかし、ミレの息子アワルギンは、彼の詩によって海を鎮めた。ミレー族は上陸し、タルティウにおいてトゥアハ・デ・ダナーン族に勝利したが、ミレの8人の息子のうち、3人、エーヴェル、エーレウォーン、アワルギンしか生き残ることができなかった。アワルギンは彼の二人の兄弟と島を分け合った。
戦いに敗れたトゥアハ・デ・ダナーン族はティル・ナ・ノーグへ移住したといわれる。